# Mijritxia (Crimea)
|  | Per a altres significats, vegeu «Mejdurétxie». |

Mijritxia (en (ucraïnès): Міжріччя, en rus: Междуречье, Mejdurétxie) és un poble de la República Autònoma de Crimea a Ucraïna, que el 2014 tenia 519 habitants. Pertany al districte de Sudak. Fins al 1945 la vila es deia Ai-Serez.